# Timlilt
Timlilt  (in arabo تمليلت‎?) è un centro abitato e comune rurale del Marocco situato nella provincia di Chichaoua, regione di Marrakech-Safi. Conta una popolazione di 7 078 abitanti (censimento 2014).